# Centrální účetní systém
Centrální účetní systém (CÚS) je subsystémem Integrovaného informačního systému Státní pokladny. 
V tomto systému se budou shromažďovat údaje pro sestavování účetních výkazů za Českou republiku, budou v něm shromažďována i další data, která budou využitelná např. pro statistické účely (vládní statistika, vykazování podle ESA 95). Zároveň budou v tomto systému shromažďovány další údaje, které jsou nutné pro tzv. „operativní řízení“ státu (řízení finanční a hospodářské situace státu). CÚS bude shromažďovat a vyhodnocovat účetní záznamy od stanovených účetních jednotek a zajišťovat odpovídající reporting.
Na webové stránce Ministerstva financí budou přístupné veřejnosti nejen výkazy za Českou republiku, ale i účetní závěrky organizačních složek státu, aby i v této oblasti byla zajištěna maximální kontrola veřejností. Samozřejmě bude zajištěna ochrana utajovaných skutečností, tzn. že v některých případech budou zveřejňovány a komentovány pouze souhrnné údaje. Další důležitou skutečností bude to, že kromě potřeb v oblasti vykazování a zvýšení důvěryhodnosti účetních informací, budou shromažďovány a vyhodnocovány (v reálném čase) informace od resortů, státních fondů apod. Cílem je získat relevantní informace, aby bylo možno efektivně nakládat s majetkem státu a operativně řídit finanční i dluhovou situaci státu. Ve svých důsledcích by mělo dojít jak ke snížení administrativní zátěže účetních jednotek z hlediska plnění dalších povinností, tak ke zvýšení jejich využitelnosti v reálném čase.
Na Centrální účetní systém bylo 15. července 2008 vypsáno výběrové řízení.